# Vânia Bambirra
Vânia Bambirra (Belo Horizonte, 1940 - Rio de Janeiro, 2015) foi uma socióloga, cientista política e economista brasileira.
Graduada em 1962 em sociologia e política, com extensão em administração pública, pela  Faculdade de Ciências Econômicas da Universidade Federal de Minas Gerais (UFMG), mestre pela Universidade de Brasília (UnB) e doutora em Economia pela Universidade Nacional Autônoma do México (UNAM), é mais conhecida na América hispânica do que no seu próprio país, onde tem poucas obras publicadas - A teoria marxista da transição e a prática socialista, publicada pela Editora da Universidade de Brasília (UNB), em 1983; Cuba - 20 anos de cultura (entrevista), de 1983, e Capitalismo dependente latino americano, publicado pela Editora Insular - IELA, de Florianópolis, em 2012.
Ao lado de intelectuais, como Ruy Mauro Marini, André Gunder Frank e Theotonio dos Santos, formulou a Teoria da Dependência, uma interpretação crítica, marxista não-dogmática, dos processos de reprodução do subdesenvolvimento na periferia do capitalismo.

## Biografia
Era filha de uma dona de casa e de um alfaiate militante do Partido Comunista Brasileiro.
Ainda quando estudante, em 1961, integrou,  juntamente com Theotonio dos Santos, um grupo de defesa da Revolução Cubana. Em 1964, foi expulsa da Universidade de Brasília, onde era professora e estudava a questão agrária.
Participou da organização revolucionária Política Operária (Polop), que lutou contra o regime militar de 1964.
No Chile, exilada, integrou o Centro de Estudos Sócio-Econômicos (CESO) da Universidade do Chile, juntamente com um grupo de marxistas que desenvolveu uma nova leitura da realidade latino-americana e um instrumental analítico da realidade que influenciou o programa da Unidade Popular, partido de Salvador Allende, presidente eleito em 1970. Três anos depois, ocorre o golpe militar no Chile, e Vânia parte para novo exílio, dessa vez no México, onde leciona na Universidade Nacional Autônoma do México.
Volta ao Brasil nos anos de 1980. De 1991 a 2000, foi Chefe da Assessoria Técnica da Liderança do PDT na Câmara dos Deputados, partido ao qual deixou de ser filiada em 2000.
Entre 2001 e abril de 2002 é Superintendente de Reestruturação e Modernização Administrativa da Secretaria de Estado de Administração e Reestruturação do Governo do Estado do Rio de Janeiro.
Faleceu no dia 9 de dezembro de 2015 na cidade do Rio de Janeiro.

## Ideias

### Tipos de dependência
No livro O capitalismo dependente latino-americano, originalmente publicado em 1974 em língua espanhola, Bambirra argumenta que a dependência, entendida como a adequação de uma economia à expansão e ao desenvolvimento de outra, não se manifesta da mesma maneira na América Latina, mas de duas ou três formas gerais.
No Brasil, na Argentina, no Chile, no México, no Uruguai e, em menor medida, na Colômbia, a industrialização ocorreu na passagem do século XIX para o XX, tendo surgido de modo razoavelmente autônomo em relação aos países centrais. Aos países com início antigo da industrialização, a autora chama países tipo A.
Na Guatemala, em Honduras, em El Salvador, na Nicarágua, em Costa Rica, na República Dominicana, na Venezuela, no Equador, no Peru e na Bolívia, por outro lado, a industrialização só veio a ocorrer após a Segunda Guerra Mundial, em meio à configuração de um monopólio em escala global, e com estreito controle por parte do capital externo. Aos países cuja industrialização foi produto da integração monopólica, a autora chama países tipo B.
Alguns países tipo B tiveram sua industrialização logo após o fim da guerra, outros, nos anos 1950 e 1960. Bambirra não vê, porém, necessidade em subdividir a categoria, uma vez que o que une estes países é antes o caráter da industrialização controlada pelo capital externo do que o momento em que ocorreu. É antes o como que o quando que justifica o agrupamento.
Daí de Cuba, Haiti, Paraguai e Panamá não estarem inequivocamente incluídos na categoria, dadas as muitas peculiaridades. Cuba, pela industrialização ter ocorrido fora do sistema capitalista e, portanto, sem o caráter dependente de que trata o livro. Haiti e Paraguai, por não terem passado até hoje por significativos processos de industrialização. Panamá, por tampouco ter se industrializado e por faltarem à autora naquela época dados apropriados.
Bambirra cogitou incluir os três últimos, os países agrário-exportadores sem diversificação industrial, em um tipo C, mas, por não haver algo que os unisse além disso, por não ver nenhum aprimoramento na explicação do caráter da dependência de cada um desses casos, não se aprofundou na categoria e sugeriu que fossem analisados individualmente.
Como os mais importantes setores da economia são diretamente controlados pelo capital externo nos países de tipo B, qualquer tentativa de progresso nos marcos do capitalismo se faz inviável, ao contrário do Brasil, do México e da Argentina, onde o Estado e o capital nacional complementam o capital externo e permitem uma via subimperialista, permitem a exploração de outro país dependente para o alívio da própria de modo estável e duradouro. No entanto, uma vez que a crescente desnacionalização da economia latino-americana só se aprofunda no capitalismo tal e como está, apenas a ruptura com ele pode efetivamente levar à superação da dependência.
A tipologia é fundamental para as análises do fenômeno, em diferentes graus de abstração, ao decorrer do livro, onde também comenta sobre outras tipologias e busca responder porque há diferença na manifestação da dependência pelo continente, bem como elucidar suas tendências e implicações sociais.

## Títulos e graus
- 1990-1994 - Professora Titular do Departamento de Ciência Política e Relações Internacionais da Universidade de Brasília.
- 1988 - Professora Adjunta da Universidade de Brasília.
- 1988 - Doutora em Economia – Título obtido em exame público, Faculdade de Economia – Universidad Nacional Autônoma do México - UNAM. Aprovada com louvor.
- 1984 - Candidata a Doutor em Economia – Título obtido em exame de conhecimentos, Faculdade de Economia – UNAM. Aprovada com louvor.
- 1977 - Professora Titular, aprovada mediante concurso público, da Faculdade de Economia da Universidade Nacional Autônoma do México.
- 1968 - Equivalência ao nível doutoral em concurso de títulos para Professor Titular da Faculdade de Economia e pesquisadora do Centro de Estudos Sócio-Econômico, Universidade do Chile.
- 1963-1964 - Curso de Mestrado em Sociologia – Instituto de Ciências Humanas, Departamento de Sociologia, Universidade de Brasília.
- 1962 - Bacharel em Sociologia e Política e em Administração Pública – Faculdade de Ciências Econômicas, Universidade Federal de Minas Gerais.

## Obras
Sua obra completa pode ser verificada no Memorial-Arquivo Vânia Bambirra
Uma de suas obras mais importantes é A Revolução Cubana – uma reinterpretação (Coimbra: Centelho, 1975),  tido como um dos melhores trabalhos produzidos fora de Cuba sobre o processo revolucionário.
Em português
- A teoria marxista da transição e a prática socialista. Brasília, Editora da Universidade de Brasília, 1993.
- Cuba – 20 anos de cultura (entrevistas), 1983.
- O Capitalismo dependente latino-americano, Editora Insular - IELA, Florianópolis (2012).

Em espanhol
- La estrategia y táctica socialista: de Marx y Engels a Lenin. Em co-autoria com Theotônio dos Santos, Era, México, 2 tomos (1980-81).
- América Latina: história de medio siglo, organizado por Pablo Gonzalez Casanova, Siglo XXI, México (1978). Reeditado pela editora UnB, Brasília (1988).
- El control político del Cono Sur, organizado pela Casa do Chile e pelo ILDES, Siglo XXI, México (1978).
- Teoría de la dependencia: una anticrítica. Era, México (1977).
- Integración monopólica mundial e industrialización. Universidade Central de Caracas, Caracas Venezuela (1974).
- La revolución cubana: una reinterpretación. Prensa Latino-Americana, Santiago do Chile (1973). Nuestro tiempo, México (1974); Centelha, Coimbra, Portugal (1977); Otsuky Shoten, Tóquio (1981).
- América Latina: dependencia y subdesarrollo, organizado por Antonio Murga e Guilherme Boils, Editorial Universitária Centroamericana, São José da Costa Rica (1973).
- El capitalismo dependiente latinoamericano. Prensa Latino-Americana, Santiago do Chile (1972); Feltrinelli, Milão (1974); Sigilo XXI editores, México (1974).
- Diez años de insurrección en América Latina. Prensa Latino-Americana, Santiago do Chile (1971); Mazotta, Milão (1973).
- Imperialismo y dependencia, Cadernos do CESO, Santiago do Chile (1969).
- Las relaciones de dependencia en América Latina: Bibliografia, CESO, Santiago do Chile (1968).
- Los errores de la teoría del foco: Análisis crítico de la obra de Régis Debray. In: Monthly Review, Selecciones en castellano, Santiago, N°. 45, dezembro de 1967.

## Nota
1. ↑  A expressão usada é precisamente essa, bem como as usadas para definir os outros tipos.